# Classe Walrus
La classe Walrus è una classe di sottomarini diesel-elettrici di progettazione olandese ordinati alla fine degli anni settanta ed entrati in servizio nei primi anni novanta. Hanno via via rimpiazzato i battelli delle vecchie classi di sottomarini della Koninklijke Marine: classe Dolfijn, classe Potvis e classe Zwaardvis
Realizzati con una struttura relativamente convenzionale, comprendente però i piani di coda a "X", che sono stati mutuati dalla esperienza svedese, la loro forma per il resto è convenzionale, con scafo doppio, torre alta e slanciata, con i sensori alle antenne superiori e timoni di profondità ai lati. Infine il compartimento lanciasiluri è a prua, con 4 tubi di lancio, ma anche così si è riusciti a ricavare lo spazio per un sonar a bassa frequenza, e senza sistemarlo fuori dello scafo stesso. Questi battelli oceanici di grandi dimensioni hanno una struttura a doppio scafo con l'uso dell'acciaio tipo MAREI ad alto coefficiente di elasticità e resistenza. Essi possono pertanto compiere delle immersioni a profondità tra le maggiori mai raggiunte da un sottomarino convenzionale. In termini di elettronica e automazione, i risultati raggiunti, con appena 50 uomini, sono stati talmente validi da costituire un metro di paragone con altri sottomarini realizzati nel resto del mondo. Sempre in termini di elettronica, essi hanno avuto anche il vantaggio di un sonar rimorchiato a poppa, uno dei pochissimi casi in cui tale apparecchio ha trovato applicazione in un sottomarino diesel-elettrico.

## Armi di bordo e considerazioni operative
La dotazione di armi comprende i vecchi siluri Mk 37C, oramai verosimilmente radiati, per ruoli ASW, ma soprattutto gli Mk 48, che possiedono una portata e una velocità dell'ordine dei 30 km per 48 nodi, oltre a una testata da 259 kg, filoguida e sonar attivo per l'acquisizione finale del bersaglio. Questo con gli Mk 48 mod.4 ma i mod. 5 ADCAP sono ancora più prestanti, anche come quota operativa, per riuscire a inseguire la fantomatica minaccia dei sottomarini da 40 nodi e 1000 metri di profondità massima del tipo dei classe Alfa - Progetto 705 sovietici (realizzati in appena 6-7 esemplari). 
Tra le dotazioni possibili dato l'ampio comparto armi disponibile, fino a 40 mine di fondo o, per esempio, 10 siluri e 20 mine, ma non vanno dimenticati anche i missili UGM-84 Harpoon da 90 - 110 km di gittata. Essi, malgrado quello che si potrebbe pensare, sono comunque poco popolari tra gli equipaggi dei sottomarini, anche perché la designazione dei bersagli a grande distanza con i sistemi di bordo è praticamente impossibile, come anche l'attacco di sorpresa e i danni sotto la chiglia ottenibili accettando di serrare le distanze e usare i siluri. Inoltre la versione "subacquea" dell'Harpoon necessita di salire fino a 500-600 metri prima di ridiscendere a pelo d'acqua, e quindi può essere avvistato, teoricamente, a decine di km. 
L'SM.39 Exocet francese, invece, riesce a completare la manovra, grazie soprattutto al motore a razzo, in appena 25-30 metri dal livello del mare. In tal caso il razzo, che dà, portata molto minore, una traccia termica e visiva maggiori, del turbogetto del UGM-84 Harpoon, è un sistema vantaggioso, tanto più che la capsula protettiva del missile, una volta abbandonata dopo il lancio, affonda (quella del UGM-84 Harpoon ha galleggiabilità positiva). 
Inoltre, la portata minima, se esiste per i siluri, non è meno reale per i missili antinave, e nel caso degli Harpoon essa è di almeno 5-6 km cosa non trascurabile. Infine, mentre i siluri possono essere utilizzati in maniera economica come armi addestrative, i missili sono sempre e comunque oggetti da usare 'una sola volta', e oltre che disturbabili (come in teoria anche i siluri) sono anche abbattibili dai numerosi sistemi CIWS e da difesa aerea che le navi hanno a disposizione. Nel caso dei siluri, è invece facile che una nave di superficie nemmeno si accorga di essere sotto attacco fino a quando è colpita da armi che possono esplodere sotto la chiglia e spaccarla in due. Questo scenario non è teorico, come dimostrano operazioni reali.  Durante la guerra delle Falklands il cacciatorpediniere Sheffield britannico, dopo essere stato colpito da un Exocet, andò sì fuori uso, ma affondò solo 5 giorni dopo. Per quello che riguarda i siluri va invece citata la fine di una fregata indiana nella guerra del 1971, la Khukri, affondata in 3 minuti dopo essere stata colpita dall'Hangor, un sommergibile pakistano della classe francese Daphné.

## Unità
- Walrus S 802
- Zeeleeuw S 803
- Dolfijn S 808
- Bruinvis S 810